# Francesco de’ Medici di Ottaiano
Francesco de’ Medici di Ottaiano (ur. 28 listopada 1808 w Neapolu, zm. 11 października 1857 w Rzymie) – włoski duchowny katolicki, kardynał.

## Życiorys
Pochodził z bocznej linii rodu Medyceuszy. Sprawował urząd prefekta Domu Papieskiego. Był prefektem Świętego Pałacu Apostolskiego. 16 czerwca 1856 Pius IX wyniósł go do godności kardynalskiej, natomiast 19 czerwca 1856 nadał mu tytularną diakonię San Giorgio in Velabro.